# 胡寧湖
胡寧湖（西班牙語：Lago Junín，克丘亞語︰Chinchaycocha）是秘魯境內最大的湖泊，因為面積較大的的喀喀湖有一半面積在玻利維亞境內。
胡寧湖位於海拔4,082米（13,393英呎），面積529.88平方公里，是國內重要的觀鳥地點。湖泊大部分的面積在胡寧大區內，而西北部則屬於帕斯科大區。
胡寧湖在亞馬遜河流域內，當地的水力發電廠在湖泊的出口處調節湖泊水位。